# Point Pleasant (Nova Jersey)
Point Pleasant és una població dels Estats Units a l'estat de Nova Jersey. Segons el cens del 2008 tenia 20.139 habitants.

## Demografia
Segons el cens del 2000, Point Pleasant tenia 19.306 habitants, 7.560 habitatges, i 5.231 famílies. La densitat de població era de 2.111,6 habitants/km².
Dels 7.560 habitatges en un 32,1% hi vivien nens de menys de 18 anys, en un 54,8% hi vivien parelles casades, en un 10,9% dones solteres, i en un 30,8% no eren unitats familiars. En el 25,7% dels habitatges hi vivien persones soles el 10,5% de les quals corresponia a persones de 65 anys o més que vivien soles. El nombre mitjà de persones vivint en cada habitatge era de 2,52 i el nombre mitjà de persones que vivien en cada família era de 3,06.
Per edats la població es repartia de la següent manera: un 23,7% tenia menys de 18 anys, un 6% entre 18 i 24, un 30,5% entre 25 i 44, un 24,8% de 45 a 60 i un 14,9% 65 anys o més.
L'edat mediana era de 39 anys. Per cada 100 dones de 18 o més anys hi havia 89,6 homes.
La renda mediana per habitatge era de 55.987 $ i la renda mediana per família de 64.798 $. Els homes tenien una renda mediana de 50.828 $ mentre que les dones 32.886 $. La renda per capita de la població era de 25.715 $. Aproximadament el 2% de les famílies i el 3,2% de la població estaven per davall del llindar de pobresa.

## Poblacions més properes
El següent diagrama mostra les poblacions més properes.